# Dirk Lölke
Dirk Lölke (* 14. November 1962 in Stadthagen) ist ein deutscher Diplomat. Seit 2023 ist er deutscher Botschafter in Oman. Von 2018 bis 2021 war er deutscher Botschafter in Angola.

## Leben
Nach dem Studium der klassischen Philologie und Geschichte ging Lölke 1992 in den Vorbereitungsdienst für den höheren Auswärtigen Dienst. Von 1995 bis 1998 war er in der deutschen Botschaft in Belgrad (Jugoslawien) tätig. 2000 bis 2003 wurde er bei der Europäischen Kommission in Brüssel eingesetzt. Anschließend war er bis 2005 Ständiger Vertreter der Bundesrepublik Deutschland an der Botschaft in Asunción (Paraguay). Nach einer Tätigkeit als Referatsleiter im Auswärtigen Amt (bis 2006) und im Bundeskanzleramt (bis 2010) wurde er Leiter des Kulturreferats an der deutschen Botschaft in Rom. Zurück in Deutschland war Lölke von 2013 bis 2018 erneut als Referatsleiter tätig. Zuletzt leitete er den Arbeitsstab „Friedensverantwortung der Religionen“ in der Abteilung für Kultur und Kommunikation im Auswärtigen Amt. Von August 2018 bis Mitte 2021 war Lölke Botschafter der Bundesrepublik Deutschland in Angola. Von 2021 bis 2023 war er Inspekteur im Auswärtigen Amt.
Im August 2023 übernahm Lölke die Leitung der Botschaft in Maskat, Oman und überreichte am 19. Oktober 2023 sein Beglaubigungsschreiben an den Präsidenten des Sultanats Oman, Sultan Haitham bin Tariq bin Taimur Al Said.

## Belege
1. ↑  „Wir können viel von Religionen lernen“. Auswärtiges Amt, 18. Juni 2018, abgerufen am 16. November 2018.
2. ↑  Meldung im Bundesanzeiger: BAnz AT 03.09.2018 S1
3. 1 2  Meldung im Bundesanzeiger: BAnz AT 06.11.2023 S2
4. ↑  German Embassy in Oman on Instagram: "Join us to watch this video to get to know about the new designated Ambassador of the Federal Republic of Germany to Oman, His Excellency Dirk Loelke, who arrived with his wife to Muscat yesterday. Ambassador Loelke sets out his priorities for the strengthening of the German-Omani cooperation 🇩🇪🇴🇲Friendship 🤝. تعرفوا معنا في هذا الفيديوعلى سفير جمهورية ألمانيا الاتحادية الجديد سعادة ديرك لولكه في سلطنة عمان الذي وصل أمس مع زوجته إلى السلطنة. حيث ستكون أولوياته تعزيز العلاقة 🤝بين ألمانيا و سلطنة عمان🇩🇪🇴🇲." Abgerufen am 17. August 2023 (englisch).

| Vorgänger        | Amt                                                            | Nachfolger      |
| ---------------- | -------------------------------------------------------------- | --------------- |
| Rainer Müller    | Botschafter der Bundesrepublik Deutschland in Angola 2018–2021 | Stefan Traumann |
| Thomas Schneider | Botschafter der Bundesrepublik Deutschland in Oman seit 2023   | —               |

| Personendaten    | Personendaten      |
| ---------------- | ------------------ |
| NAME             | Lölke, Dirk        |
| KURZBESCHREIBUNG | deutscher Diplomat |
| GEBURTSDATUM     | 14. November 1962  |
| GEBURTSORT       | Stadthagen         |